# Угольная (станция)
Угольная — узловая участковая железнодорожная станция Владивостокского территориального управления ДВЖД, расположенная в черте посёлка Трудовое Владивостокского городского округа. Через станцию проходят поезда в направлениях на Владивосток, Хабаровск, Артём, Партизанск и Находку. Электрифицирована в 1962 году.
Тип платформ — островная (основная пассажирская) и привокзальная (служебная, тупиковая).
На станции останавливаются все виды поездов (электрички, пассажирские, скорые). Стоянка поезда не превышает 2 минут. Из-за кривизны островной платформы, электрички, движущиеся в направлении от Владивостока, осуществляют остановку в конце платформы на расстоянии более 300 метров от пассажирского терминала.

## Расположение
Станция расположена в долине на севере полуострова Муравьёва-Амурского. Долина, зажатая сопками, выходит к Амурскому заливу, вдоль которого проходит железная дорога. Это западная граница посёлка Трудовое. С востока поселок окружен сопками. Самая большая из них — Синяя сопка.

## История
Первые переселенцы западных губерний России начали прибывать сюда значительно позже, чем в другие места Приморья. Девственная тайга, болота, топи не привлекали никого. До поселения русских на территории поселка жили корейцы. Их поселения стояли на правом берегу реки Песчанки на склоне обрывистой сопки и на 1-5 ключах. Они занимались, главным образом, промыслом. Русские люди поселились на станции Угольная с момента строительства железной дороги, то есть с 1890 года. Это были, в основном, временные наемные железнодорожные строители. Они жили во временно сколоченных хибарах. После пуска железной дороги между Владивостоком и Никольск-Уссурийском, 2 ноября 1893 года, приток переселенцев на станцию Угольная стал осуществляться быстрее. Первым жителем поселка с 1890 года был Старцев Алексей Данилович, который владел землями и всеми богатствами земли от Владивостока до Шкотово. Его дом находился возле современного железнодорожного телеграфа, там же находилась его контора.
Связь с городом Владивостоком осуществлялась по железной дороге. Станция Угольная не была связана с поселком, это было отдельное железнодорожное управление. Название станция Угольная получила в 1908 году по решению Министерства путей сообщения в связи с наличием больших запасов угля в этой местности. До 1908 года станция называлась «Разъезд 30-я верста». Сначала на станции провели всего две колеи. Вокзал находился на склоне горы в небольшом деревянном домике. Немного позднее построили кирпичное здание под вокзал, в настоящее время в нём находится отдел транспортной полиции. В нём была контора начальника станции и его квартира, а также размещалась товарная контора. Вскоре, с 1900 года, прокладывают ещё 3 колеи, количество рабочих и служащих увеличивается, поэтому ведется новое строительство. Построен деревянный дом, в котором стал размещаться вокзал и рабочий персонал станции (в настоящее время этого дома нет). Между клубом им. Воровского и современным вокзалом строят жилые дома Шелыганов, Прищепа, Горлов. Возле бани хлеботорговец Христофоров построил пекарню, которая обеспечивала хлебом ж/д рабочих. На месте нынешнего вокзала находились лавка и буфет с жилыми помещениями (гостиница). В 1916 году были построены 4 кирпичных дома на горе против вокзала. В 1924 году был построен блокпост (здание сохранилось). В 1936 году построили новый вокзал, действующий и в настоящее время.
В настоящее время станция Угольная является узловым пунктом. Проложено 12 железнодорожных путей, линия была электрифицирована в 1962 году. Станция имеет свой ремонтный участок по строительству и ремонту жилых домов, пункт технического обслуживания вагонов, водокачку, построенную ещё в 1916 году, электроподстанцию. В здании вокзала расположен медпункт и банкомат «ВТБ 24».

## Дальнее следование по станции
По графику 2020 года через станцию проходят следующие поезда:

### Круглогодичное движение поездов
| № поезда   | Маршрут движения               | № поезда   | Маршрут движения               |
| ---------- | ------------------------------ | ---------- | ------------------------------ |
| 1 «Россия» | Владивосток — Москва           | 2 «Россия» | Москва — Владивосток           |
| 5 «Океан»  | Владивосток — Хабаровск        | 6 «Океан»  | Хабаровск — Владивосток        |
| 7          | Владивосток — Новосибирск      | 8          | Новосибирск — Владивосток      |
| 11         | Владивосток — Самара           | 12         | Самара — Владивосток           |
| 99         | Владивосток — Москва           | 100        | Москва — Владивосток           |
| 207        | Владивосток — Новокузнецк      | 208        | Новокузнецк — Владивосток      |
| 351        | Владивосток — Советская Гавань | 352        | Советская Гавань — Владивосток |

### Сезонное движение поездов
| № поезда | Маршрут движения        | № поезда | Маршрут движения        |
| -------- | ----------------------- | -------- | ----------------------- |
| 201      | Владивосток — Хабаровск | 202      | Хабаровск — Владивосток |

## Платформа
3 пути, одна платформа островного типа и одна платформа бокового типа.
| Путь | Тип поезда                                            | Место назначения                                             |
| ---- | ----------------------------------------------------- | ------------------------------------------------------------ |
| 1    | Электропоезд                                          | На «Уссурийск», «Спасск-Дальний», «Ружино» и «Тихоокеанскую» |
| 1    | Скорый поезд                                          | На «Аэропорт Кневичи»                                        |
| 1    | Поезд дальнего следования                             | На «Хабаровск I», «Советскую Гавань» и «Москву»              |
| 2    | Электропоезд, скорый поезд, поезд дальнего следования | На «Владивосток» и «Мыс Чуркин»                              |
| 6    | Грузовой поезд                                        | Стоянка                                                      |